# 8:18
8:18 è il quinto album in studio del gruppo musicale statunitense The Devil Wears Prada, pubblicato nel 2013.

## Tracce
1. Gloom – 3:45
2. Rumors – 3:02
3. First Sight – 3:34
4. War – 3:02
5. 8:18 – 2:13
6. Sailor's Prayer – 3:52
7. Care More – 3:15
8. Martyrs – 3:28
9. Black & Blue – 3:48
10. Transgress – 3:35
11. Number Eleven – 3:15
12. Home for Grave – 3:25
13. In Heart – 3:27

## Formazione
- Mike Hranica – voce
- Jeremy DePoyster – chitarra, voce
- Chris Rubey – chitarra
- Andy Trick – basso
- Daniel Williams – batteria